# ديار آل سهيل (حورة)
'

تعديل مصدري - تعديل

ديار ال سهيل هي إحدى قرى عزلة حوره بمديرية حورة التابعة لمحافظة حضرموت، بلغ تعداد سكانها 32 نسمة حسب تعداد اليمن لعام 2004.